# Хурбат-Миним

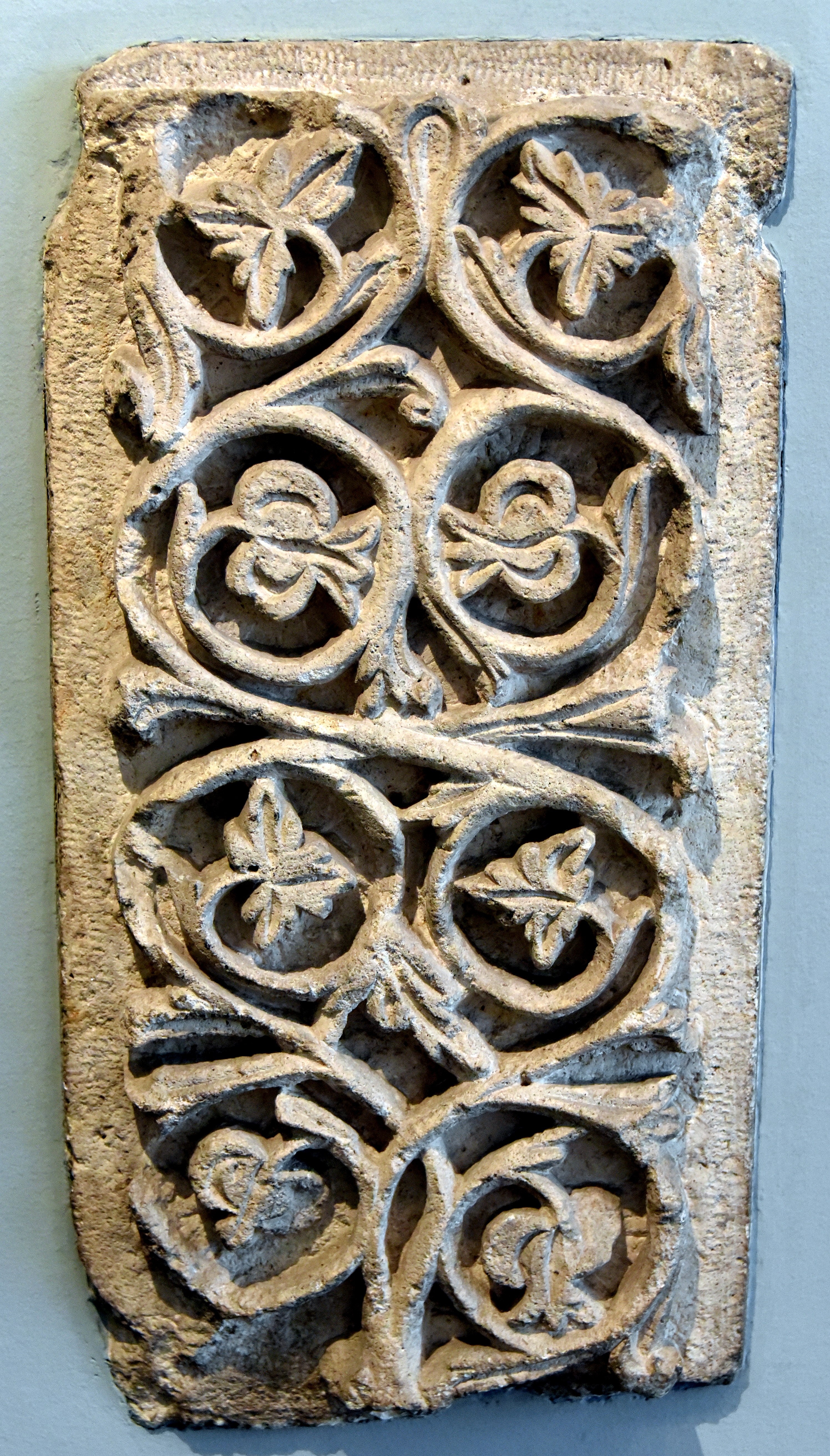
Украшение стен дворца, Музей исламского искусства в Берлине

Хурба́т-Мини́м (от ивр. חורבת מנים‎, также араб. خربة المنية‎ [Хирбет аль-Минья], «развалины Минья» или قصر المنية‎ [Каср аль-Минья], «дворец Минья») — развалины дворца эпохи Омеядов (VIII век н. э.) в восточной Галилее (Израиль), на побережье Тивериадского озера. Дворцовый комплекс с мечетью и банями был построен в короткое время, предположительно при халифе Аль-Валиде I (705—715 н. э.). Дворец располагался в плодородной долине Генисарет, на перекрестке между основным маршрутом Дамаск-Каир, получившим в современности название «Via Maris», и второстепенным маршрутом в Сафад (Цфат).

## Дворец
Предполагаемым покровителем дворца был сын аль-Валида, принц Умар ибн аль-Валид который служил губернатором провинции Джунд-Урдун (Тивериады) во время правления своего отца. Имя Аль-Валид упоминается в надписи на камне, найденном на месте строительства. Умар ибн аль-Валид лишился должности, когда его дядя Сулейман ибн Абдул-Малик стал халифом в 715 году. Возможно, мечеть дворца была одной из самых ранних мечетей на территории Израиля.
Дворцовый комплекс служил нескольким целям, в том числе как местный административный центр провинции, как зимнее пристанище для правителя Тивериады или как альтернатива традиционному летнему пристанищу правителя в Байсане (Бейт-Шеане). Он также мог служить караван-сараем для купцов, путешествующих вдоль озера или на северо-восток от берега озера к побережью.
Размеры дворцового комплекса — 66 на 73 метров, он ориентирован по оси север-юг, имел круглые угловые башни и главные ворота, охраняемые двумя полукруглыми башенками в восточной стене. По центру дворца находился типично омеядский внутренний двор с колоннадами. Нижние ряды кладки были сделаны из местного черного базальта, верхние — из блоков известняка. Интерьер был украшен большим количеством мозаик из камня и стекла, и мраморными панелями.
Время, когда Каср аль-Минья был заброшен, неизвестно, но есть свидетельства, что дворец использовался по крайней мере до конца периода Омейядов в 750 году н. э. Сильное землетрясение произошло в этом районе, вероятно, в 749 году. Оно повредило здание, вызвав разлом в восточном крыле, проходящий прямо через михраб (нишу) мечети. Остается неясным, были ли проведены ремонтные работы во дворце после землетрясения: повреждения в михрабе мечети так и не были восстановлены, в XX веке на напольной плитке главного входа были обнаружены обломки, упавшие во время землетрясения, в прихожей мечети было найдено неиспользованные материалы для мозаики.

## Позднейшая история
Позднее, в период поздних мамлюков (XIV век), в 300 метрах к северу от дворца мамлюкским правителем Сирии Сайф аль-Дином Танкизом (годы правления 1312—1340) был построен хан (караван-сарай) Минья, при этом сам дворец также был заселен, а части дворца были использованы в качестве строительного материала для нового хана; предполагается, что обожженные кирпичи и мраморная капитель, найденные при раскопках хана, были взяты из дворца.
С 1596 года в налоговых реестрах Османской империи упоминается деревня под названием Мина (Минья); в XIX веке местные жители построили на развалинах дворца несколько хижин.
Во второй половине XIX века Чарлз Уилсон и другие европейские путешественники обнаружили древние руины среди хижин местного поселения феллахов. Первоначально место было отождествлено с Капернаумом, где, согласно Новому Завету, Иисус преподавал в местной синагоге; это привлекло внимание к месту и, вероятно, послужило аргументом для покупки этого района Немецкой ассоциацией Святой земли (Deutscher Verein vom Heiligen Lande), католическим обществом из Германии, в 1895 году; однако в 1904 году далее к северу был найден настоящий Капернаум. Находки с раскопок, проведенных в основном немецкими археологами в 1910-е и 1930-е хранятся в Музее исламского искусства в Берлине и в Музее Рокфеллера в Иерусалиме. После сближения Израиля и Германии в 1960-х годах Verein vom Heiligen Lande был восстановлен в правах владельца, но передал свои права на дворец Управлению природы и парков Израиля, которое присвоило территории статус охраняемого памятника. При проведении новых раскопок в Хурбат-Миним были обнаружены баня времен поздней античности или раннего ислама, средневековый караван-сарай и остатки средневекового поселения между дворцом и озером.
В 2000 году Хурбат-Миним была внесена в предварительный список объектов всемирного наследия ЮНЕСКО.